# Варлиц
Варлиц (нем. Warlitz) — община в Германии, в земле Мекленбург-Передняя Померания.
Входит в состав района Людвигслуст. Подчиняется управлению Хагенов-Ланд.  Население составляет 455 человек (на 31 декабря 2010 года). Занимает площадь 23,73 км².
Коммуна подразделяется на 2 сельских округа.